# Milan Salajka
Milan Salajka (6. září 1928 Bohumín-Pudlov – 22. ledna 2012 Praha) byl český teolog, duchovní Církve československé husitské, profesor a děkan Husovy československé bohoslovecké fakulty v Praze, po roce 1990 profesor Husitské teologické fakulty Univerzity Karlovy, publicista, překladatel z němčiny, novinář, redaktor, editor a ekumenický pracovník.

## Život
Dětství prožil ve slezském Bohumíně (1928–1938), po polské okupaci Těšínska se rodina přestěhovala do Moravské Nové Vsi (1938–1945). Středoškolské vzdělání získal na Reálném gymnáziu v Hodoníně (I. – VI. třída), po skončení války v letech 1945–1947 studium dokončil a maturitní zkouškou uzavřel na Reálném gymnáziu v Ostravě-Přívoze. Na Filozofické fakultě Masarykovy univerzity v Brně (1947–1949) studoval filozofii a český jazyk, v roce 1949 přešel na Husovu československou bohosloveckou fakultu v Praze, kde roku 1952 absolvoval a nato byl svou církví v témže roce vysvěcen na kněze patriarchou Dr. Františkem Kovářem. Po následném vypovězení z asistentského místa na fakultě odešel do duchovní správy. Do roku 1968 působil jako farář v diasporních náboženských obcích se sídlem v Třešti, Hrušovanech u Brna a na Starém Brně, poté byl ustanoven do Prahy-Žižkova a nakonec jako duchovní do Prahy-Holešovic. V roce 1953 se oženil s Evou roz. Hlaváčkovou; děti Martin (* 1956), Karel (* 1958), Milena (* 1965).
Zimní semestr roku 1968 strávil studiem v Ženevě pro svou doktorskou a pozdější habilitační práci o ekumenismu. V letech 1968–1990 byl na HČBF postupně odborným asistentem (1968–1970), docentem (1970–1973), profesorem praktické teologie a ekumenismu (1973–1990), současně suplentem pro obor církevního práva. Voleným děkanem Husovy československé bohoslovecké fakulty byl v letech 1976–1989; následně působil do roku 1999 jako profesor na Husitské teologické fakultě, inkorporované do svazku Univerzity Karlovy. Po odchodu do důchodu od roku 2002 až do své smrti v lednu 2012 přednášel na Vyšší odborné škole Husův institut teologických studií v Praze a bratislavské Fakultě misijnej práce Jána Pavla II.
Jako teolog několikrát absolvoval přednášková turné v Německu a pro pravoslavné učiliště v bývalém SSSR, na jaře roku 1979 hostoval na Helsinské univerzitě a souběžně přednášel ve finských církevních diecézích. Několik let se podílel na práci Evangelických akademií v Německu, Švýcarsku, Nizozemsku, Norsku a Itálii.
Byl dlouholetým výrazným a uznávaným představitelem ekumenického hnutí nejen v domácích, ale i v jeho mezinárodních kontextech, v letech 1965–1985 úspěšně zastával funkci voleného tajemníka Ekumenické rady církví v Československu (resp. v ČR). Byl po léta bratrským delegátem při Ústředním výboru Světové rady církví a pracoval pro Mezinárodní bibliografickou společnost (IOB) v její pracovní skupině pro Evropské ekumenické informace.
Významně přispěl k formování tváře a úrovně periodik CČSH, týdeníku Český zápas a zejména dvouměsíčníku Náboženská revue CČS a následné Theologické revue CČS(H); v těchto odborných časopisech působil nejprve vedle prof. ThDr. Zdeňka Trtíka jako technický redaktor (1969–1973), poté jako vedoucí redaktor (1973–1991); po vzniku Theologické revue HTF UK stál v jejím čele v letech 1991–1999.
Prof. ThDr. Milan Salajka patří k nejvýznamnějším a nejrespektovanějším osobnostem třetí generace teologů Církve československé husitské.
Petr Cibulka jej na svých stránkách označil za agenta StB s krycím jménem Tajemník.

## Dílo

### Knihy
- Člověk před Boží tváří / Stará smlouva katecheticky. Praha 1966
- Poselství člověku / Evangelijní průvodce. Praha 1968
- Rozhovory o duchovní práci v církvi. Praha 1977
- Modlitba věřícího společenství. Praha 1979
- Církev a čas. (S Václavem Kadeřávkem). Praha 1982
- Křesťanská bohoslužba. Praha 1985
- Život s Bohem / Uvedení do křesťanského myšlení. Praha 1997
- Křesťanská církev ve své duchovní aktivitě a práci / Obzor praktické a pastorální teologie. Praha 1998
- Modlitby z křesťanských pramenů a liturgických tradic. Praha 2000
- Slovník náboženských a teologických výrazů a pojmů pro školu, pracovnu a dům. Praha 2000 (Publikace online ve formátu DOC)
- Orientační teologický slovník. Praha 2000
- Teologie a praxe církve / I. Praktická teologie křesťanského Západu, II. Ekumenismus. Praha 2000
- Proces ustavování a duchovní správy náboženských obcí Církve československé husitské 1920 – 2000. Praha 2003
- Sylabus praktické teologie. Praha 2005, 2011
- Portrét Církve československé husitské. Praha 2007

### Studie a skripta
- Ekumenické kapitoly. Praha 1970
- Církev v ekumenickém rozhovoru. Praha 1971
- Řád a právo v ekumenické církvi, 2 díly. Praha 1974, 1975
- Naše doba / Z ekumenického odkazu J. L. Hromádky. Praha 1978
- Our time / From the ecumenical legacy of J. L. Hromádka. (Překlad Petr Macek). Praha 1978
- Úvod k praktické teologii a praktickoteologické úvahy. Praha 1984
- Úsilí CČS(H) na poli fakultní teologické práce a bohosloveckého vzdělávání. Praha 1987
- Křesťanská víra a živá církev / Z duchovního a teologického odkazu prof. ThDr. PhDr. Otty Rutrleho. Praha 2001
- Náboženské ideály a křesťanská angažovanost / Svědectví prof. PhDr. ThDr. h. c. Františka M. Hníka. Praha 2003
- Křesťanská víra, církev a bohosloví / Teologická abeceda prof. Dr. Zdeňka Trtíka. Praha 2004

### Sborníky
Práce na sbornících
- Ve službách pokoje a spravedlnosti / Sborník prací k sedmdesátinám PhDr. et ThDr. h. c. Miroslava Nováka. Praha 1977
- Český ekumenismus / Theologické kořeny a současná tvář církví. Praha 1976
- Duchovní služba v křesťanské církvi. Praha 1978
- Czech Ecumenical Fellowship. Praha 1981
- Husitské bohosloví. Ročenka HTF UK, Praha 1995

Příspěvky do cizích sborníků
- Z ufnością w przyszłość. Warszawa 1975
- Ökumenische Diakonie. Berlin 1975
- La liberté religieuse en Tchécoslovaquie – Passé, présent, in: Conscience et liberté 42. Bern 1991
- Humanismus a vztah křesťanů k němu, in: Akademie u sv. Mikuláše (Praha 1), sborník přednášek 2004/5

### Eseje, statě a články
Jejich počet převyšuje devět set, nacházejí se v následujících časopisech a publikacích:
- Český zápas (týdeník Církve československé husitské)
- Náboženská revue církve československé s přílohami Svoboda svědomí a Jednota
- Theologická revue Církve československé (resp. Husitské teologické fakulty UK)
- Kalendář Blahoslav
- Communio viatorum (Praha)
- Kostnické jiskry
- Katolické noviny
- Duchovní pastýř
- Cirkevné listy (Bratislava)
- Standpunkt (Berlin)
- Christliche Friedenskonferenz (Prag)
- Eripainos Teologie Aikakauskirja, Nr. 3. Helsinky 1979
- Christian Witness Today. Geneva 1979

### Jubilejní texty
- Naše doba – náš úkol / Sborník Milanu Salajkovi k šedesátinám. Praha 1988
- Svou naději jsem skládal v Tebe… / Sborník k osmdesátinám Milana Salajky. Praha 2008